# Łazisko (Łódź)
Pour l’article homonyme, voir Łazisko (Basse-Silésie).
Łazisko est une localité polonaise de la gmina et du powiat de Tomaszów Mazowiecki en voïvodie de Łódź.